# Mondsee
Mondsee è un comune austriaco di 3 658 abitanti nel distretto di Vöcklabruck, in Alta Austria; ha lo status di comune mercato (Marktgemeinde).

## Geografia fisica

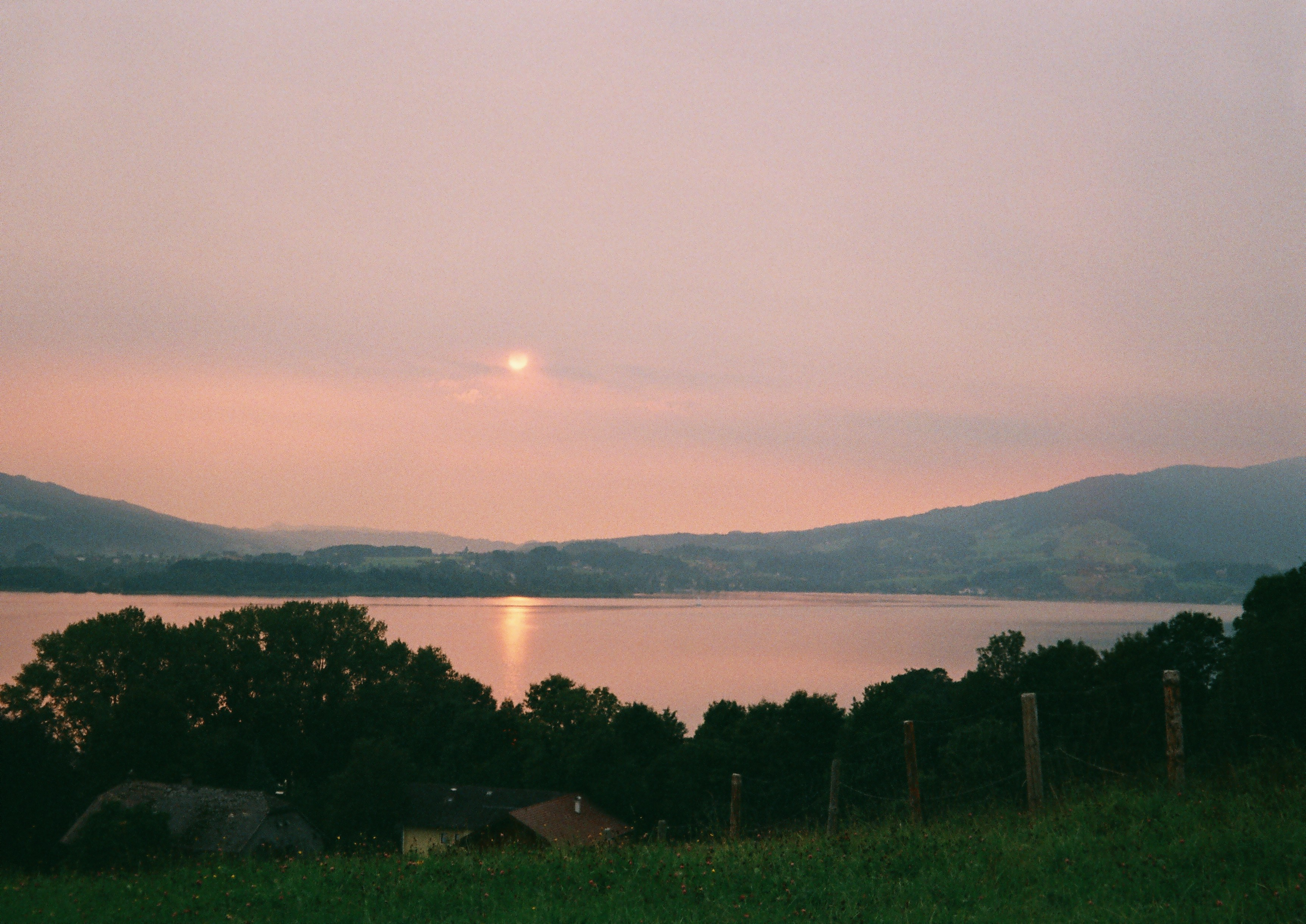
Tramonto sul lago di Mondsee

Il comune si trova a circa 30 km da Salisburgo, sulla Romantikstraße austriaca, e si affaccia sull'omonimo lago. Fra i comuni più vicini vi sono Zell am Moos, Straßwalchen, Thalgau e Sankt Lorenz.
Il lago di Mondsee è uno dei più grandi laghi della regione di Salzkammergut ed è quello che raggiunge la temperatura più calda, fino a 27 gradi; sulla riva est sorge il monte Schafberg (1 782 m s.l.m.), dall'altra parte si stende il Drachenwand (1 176 m s.l.m.).

## Storia
I primi insediamenti umani nell'area di Mondsee risalgono al 2800-1800 a.C. (Neolitico): si trattava di popolazioni principalmente dedite al lavoro del legno. I loro insediamenti si trovavano su palafitte; la Cultura di Mondsee, che trae il nome dalla cittadina, si estendeva sulla maggior parte dell'odierna Alta Austria e in parte nel Salisburghese. Nell'antichità romana ci fu un insediamento e una strada congiunse questa regione con Juvavum, l'odierna Salisburgo.
All'inizio del VII secolo i Bavari iniziarono a popolare i dintorni di Mondsee e a dissodare i boschi. Nel 748 il duca bavarese Odilone fondò il monastero di Mondsee, che fu costruito nel 788 e fu il primo e più grande monastero dell'Alta Austria. Da allora lo sviluppo della regione fu influenzato sia dal punto di vista intellettuale-culturale sia da quello economico dal monastero.
Fino al 1506 la regione di Mondsee appartenne al ducato della Baviera, poi entrò a far parte dei domini degli Asburgo; nel 1514 fu istituito il liceo del convento. Dal 1601 al 1662 ci fu il "tumulto di Wildeneck", una rivolta dei contadini. Durante l'epoca barocca a Mondsee operò lo scultore Meinrad Guggenbichler, le cui pitture si possono vedere ancora oggi nelle chiese della regione.
Nel XIX secolo cominciò il turismo, con le prime navigazioni sul lago; nel 1872 Mondsee viene integrata nella ferrovia locale del Salzkammergut e nel 1904 ricevette l'illuminazione stradale elettrica.

## Monumenti e luoghi d'interesse
- Mondseeland, museo che contiene una vasta raccolta di palafitte.
- Monastero di Mondsee (Kloster o Stift Mondsee)

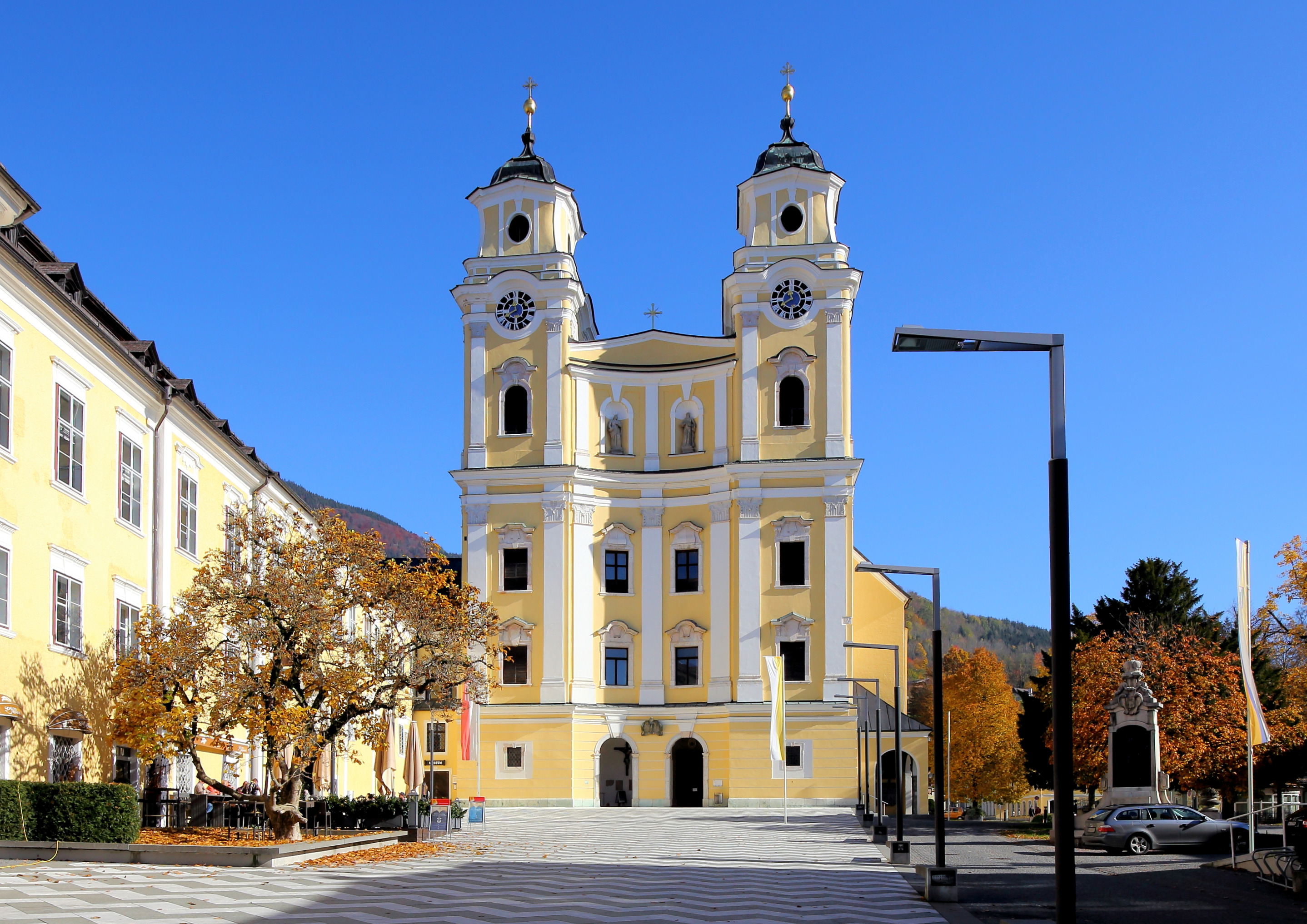
La basilica di Mondsee dedicata a san Michele

- La basilica di Mondsee o chiesa parrocchiale di San Michele (Basilika Mondsee o Pfarrkirche zum heiliger Michael) è la collegiata del monastero; vi sono state girate alcune scene del film Tutti insieme appassionatamente e della serie televisiva Quattro donne e un funerale.

## Cultura
La rappresentazione dello Jedermann va in scena tradizionalmente ogni agosto. Diversamente dall'originale, lo Jedermann di Mondsee viene recitato in dialetto, tranne le figure allegoriche come la morte o il diavolo che si esprimono in tedesco. Lo Jedermann di Mondsee è stato scritto da Franz Löser nel 1922, solo due anni dopo quello originale.

## Infrastrutture e trasporti
La località è servita da uno svincolo dell'autostrada A1 Vienna-Linz-Salisburgo-Monaco di Baviera ed un tempo aveva una stazione ferroviaria sulla linea dismessa Salzkammergut-Lokalbahn (Salisburgo-Bad Ischl). La vecchia stazione è oggi diventata un museo (SKLGB Museum) di questa linea ferroviaria.